# Inglewood (Nebraska)
Pour les articles homonymes, voir Inglewood.
Inglewood est un village du comté de Dodge, dans l'État du Nebraska, aux États-Unis. En 2020, il comptait une population de 380 habitants.